# Luise Brunner
Luise Brunner (Aidhausen, 25 agosto 1908 – Roth, 8 dicembre 1977) è stata una militare tedesca delle SS, guardia donna del campo di concentramento di Auschwitz II (1942- 1944) e Oberaufseherin (Osservatore Avanzato) delle guardie donne del campo di concentramento di Ravensbrück dal dicembre 1944 all'aprile 1945.

## Biografia
Brunner nacque ad Aidhausen nel 1908 in una famiglia di contadini.

### Carriera
Fu addestrata come Aufseherin e inviata  nel campo di concentramento di Ravensbrück nel giugno del 1942 e nell'ottobre di quell'anno fu assegnata ad Auschwitz-Birkenau, dove fu promossa Kommandoführerin. Il 30 gennaio 1944 Brunner ricevette la Croce al merito di guerra di II classe senza spade, il che, secondo Ernst Klee, fa supporre una sua partecipazione agli omicidi. Come motivazione per il conferimento fu sottolineata la sua "costante disponibilità".

A Birkenau, Luise era temuta per la sua brutalità: 
Durante il settimo processo di Ravensbrück (2 luglio 1948 - 21 luglio 1948), Brunner fu processata con l'accusa di maltrattamenti di detenuti di nazionalità alleata e partecipazione alla selezione di detenuti per la camera a gas, e condannata a 3 anni di reclusione. Fu rilasciata il 20 luglio 1950. Nel settembre 1960 fu imputata nel processo di Franceforte, durante il processo Raya Kagan, sopravvissuta ad Auschwitz, accusò la Brunner di aver mandato delle donne malate nelle camere a gas di Birkenau per essere uccise, mentre la Brunner si difese affermando di non aver mai avuto nulla a che fare con le selezioni.